# Raccord à gros filet rond
Pour les articles homonymes, voir GFR.
Le raccord à gros filet rond, ou raccord GFR, est un dispositif mécanique asymétrique de raccordement de tuyaux. Il est caractérisé par ses deux demi-raccords,
- l'un mâle, fileté ;
- et l'autre femelle, taraudé.

Le raccord GFR est conforme à la norme française NF E 29.579. Il est utilisé par les sapeurs pompiers dans une seule dimension, le diamètre nominal 20 mm (DN 20). Il équipe principalement les tuyaux de diamètre 22 mm (tuyaux « commando ») équipant certaines lances d'incendie, notamment la lance du dévidoir tournant (LDT) et les lances de feux de forêt (lance à débit variable, LDV, 250 et 150 L/min).
La norme couvre également les DN 80 et 100, couramment utilisés dans les industries pétrolières pour le dépotage des hydrocarbures.